# 23471 Kawatamasaaki
23471 Kawatamasaaki este o planetă minoră (asteroid), cu un diametru de 8,624 km, din centura de asteroizi. A fost descoperită pe 15 octombrie 1990 la Kitami Observatory⁠(d) de Kin Endate. 
Obiectul prezintă o orbită caracterizată de o semiaxă mare de 2,7429955 UAi, o excentricitate de 0,3, o înclinație de 10,37157 ° în raport cu ecliptica.